# آرماندو تستا
آرماندو تستا (انگلیسی: Armando Testa; ۲۳ مارس ۱۹۱۷ – ۲۰ مارس ۱۹۹۲) نقاش، گرافیست، پویانما و کارتونیست اهل ایتالیا بود.

## زندگی‌نامه
آرماندو تستا در ۲۳ مارس ۱۹۱۷ در تورین متولد شد. وی تا ۲۰ سالگی در چاپخانه کار حروف چینی می‌کرد؛ اما پس از برنده شدن در مسابقهٔ طراحی پوستر در سال ۱۹۳۷، فعالیت خود را در صنعت تبلیغات آغاز نمود و در سال ۱۹۴۶ کار خود را به عنوان حروف چین و چاپگر رها کرد و استودیوی گرافیکی را در زادگاهش افتتاح کرد.
در سال ۱۹۵۶، او استودیو آرماندو تستا را به همراه همسرش، لیدیا، و همکار فرانسوی‌اش، دی باربریس، تأسیس کرد و در مدتی کوتاه استودیوی آنها به یکی از بزرگترین آژانس‌های تبلیغاتی ایتالیا تبدیل شد و شروع به همکاری با بنتون و بولز در امریکا کرد و چندین شعبه در سراسر اروپا تأسیس نمود. شرکتهایی همچون نستله، لاواتزا و صنایع غذایی باریلا از مشتریان استودیوی آنها بودند.
تستا در سال ۱۹۵۹ آرم رسمی بازی‌های المپیک تابستانی ۱۹۶۰ رم را که به‌طور رسمی با نام «بازی‌های المپیاد هفدهم» شناخته می‌شود؛ طراحی و خلق کرد.
از اواسط دهه ۸۰ میلادی، فعالیت‌های تستا بیشتر معطوف به نقاشی و طراحی پوستر جهت تبلیغات فرهنگی و اجتماعی بود؛ به همین خاطر هم در سال ۱۹۸۵ در فورت کالینز، کلرادو برنده جایزه افتخار گردید.
در سپتامبر ۲۰۰۹، فیلمی به کارگردانی پاپای کورسیمیتو با نام آرماندو تستا - فقیر اما مدرن که به بیوگرافی این هنرمند می‌پرداخت، در بخش فیلم‌های خارج از رقابت در شصت و ششمین دوره جشنواره فیلم ونیز به نمایش درآمد.